# Garella musculana
Garella musculana is een nachtvlinder uit de familie van de visstaartjes (Nolidae). 
De wetenschappelijke naam van de soort is voor het eerst geldig gepubliceerd door Erschov in 1874.
De soort komt voor in Europa.